# يوهان السادس
يوهان السادس (22 نوفمبر 1536 - 8 أكتوبر 1606)، الابن الثاني لفيلهلم الأول كونت ناسو- ديلينبورج [الإنجليزية] ووالدته هي جوليانا كونتيسة ستولبرغ فيرنيجرود [الإنجليزية] وهو الشقيق الأصغر لفيليم الأول المعروف باسم (فيليم الصامت)، ولد في ديلنبورغ. له مكانة خاصة في تاريخ هولندا بصفته الأب المؤسس لعائلة أورانج - ناساو التي حكمت البلاد حتى عام 1948، وهو من كتب بنود اتحاد أوترخت.
كان يوهان السادس كونت مقاطعة ناساو في ديلنبورغ، عُرف بأسماء أخرى مثل جان السادس أو جان دي أود (جون الأكبر) لتمييزه عن ابنه الثاني جون الأوسط وحفيده جون الأصغر.
تزوج يوهان السادس ثلاث مرات ولديه ما مجموعه 24 إبنًا.